# Генцовці
Генцовці (словац. Hencovce) — село в Словаччині, Врановському окрузі Пряшівського краю. Розташоване в східній частині Словаччини в північно-західному куті Східнословацької низовини на березі Топлі.
Уперше згадується у 1372 році.
У селі є римо-католицький костел (1958—1969 рр.) та протестантська церква (2006).

## Населення
| Рік:            | 1994. | 2004. | 2014.   | 2024.   |
| --------------- | ----- | ----- | ------- | ------- |
| Кількість осіб: | 0     | 1259  | 1341    | 1340    |
| Різниця:        |       | –     | +6,51 % | -0,07 % |

| Рік:            | 2023. | 2024.   |
| --------------- | ----- | ------- |
| Кількість осіб: | 1315  | 1340    |
| Різниця:        |       | +1,90 % |

У селі проживає 1308 осіб.
Національний склад населення (за даними перепису 2001 року):
- словаки — 98,11 %,
- цигани — 1,48 %,
- чехи — 0,16 %,
- русини — 0,16 %,
- угорці — 0,08 %.

Склад населення за приналежністю до релігії станом на 2001 рік:
- римо-католики — 84,07 %,
- протестанти — 11,90 %,
- греко-католики — 2,96 %,
- не вважають себе вірянами або не належать до жодної конфесії — 0,98 %.